# Take Me In
『Take Me In 』（テイク・ミー・イン）は、BONNIE PINKの13枚目のシングル。2001年2月7日発売。発売元はイーストウエスト・ジャパン、販売元はワーナーミュージック・ジャパン。
CDコードはAMCN-4513。

## 解説
- 『Take Me In』は前作から7ヶ月ぶりとなるシングル。以前よりレコーディング参加していたドラマーのアンソニー・ジョンソンとの共同プロデュースでニューヨークでレコーディングされた。
- このシングルより「Bonnie Pink」表記から大文字表記の「BONNIE PINK」に変わった。（ジャケット・インナーでは「Bonnie Pink」表記）
- 帯には「Bonnie Pink＋R&B=Smooth&Groovy!!」と表示されている。
- カップリング曲の｢What About Me?｣ではエレキ・ギターを本人が演奏。

## 収録曲
1. Take Me In （4:35）
（作詞・作曲：Bonnie Pink） 
　DDIポケット「feel H"」CMソング
2. What About Me?  （3:32）
（作詞・作曲：Bonnie Pink）
3. Passion Fruit  （3:20）
（作詞・作曲：Bonnie Pink）

## 収録アルバム
- 『Just a Girl』（1.）
- 『Every Single Day -Complete BONNIE PINK（1995-2006）-』（1.）
- 『re*PINK BONNIE PINK REMIXES』（1.‐リミックスヴァージョンを収録）
- 『Dear Diary』初回限定特典CD「BONNIE PINK B-side collection(1996～2009)」に収録（2.,3.）
- オリジナル･アルバム未収録（2.,3.）